# La Paz (Totoral)
La Paz es una localidad argentina ubicada en el Departamento Totoral de la Provincia de Córdoba. Se encuentra 1 km al norte de la Ruta Provincial E66, y 2 km al nordeste de Ascochinga.
En el lugar hay una morada de descanso que perteneció a Julio Argentino Roca, diseñado por el arquitecto Carlos Thays.